# The River (1951)

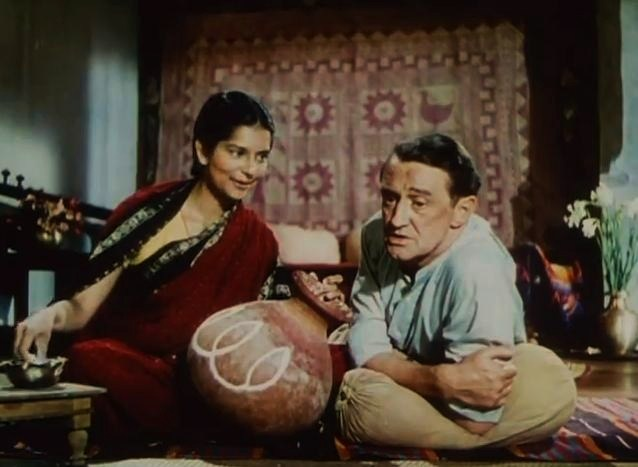
Radha Burnier en Arthur Shields in The River

The River (Frans: Le Fleuve) is een Frans-Indiase dramafilm uit 1951 onder regie van Jean Renoir. De film is gebaseerd op de gelijknamige roman uit 1946 van de Britse schrijfster Rumer Godden.

## Verhaal
Kapitein John heeft in de oorlog een been verloren. Wanneer hij aankomt bij de woning van zijn neef in Bengalen, worden drie tienermeisjes verliefd op hem.

## Rolverdeling
| Acteur           | Personage     |
| ---------------- | ------------- |
| Nora Swinburne   | Moeder        |
| Esmond Knight    | Vader         |
| Adrienne Corri   | Valerie       |
| Radha Burnier    | Melanie       |
| Thomas Breen     | Kapitein John |
| Suprova Muderjee | Nan           |
| Patricia Walters | Harriet       |